# Marrazes
Marrazes is een plaats (freguesia) in de Portugese gemeente Leiria en telt 20444 inwoners (2001).